# Marcos Paulo (ator)
Marcos Paulo Simões (São Paulo, 1 de março de 1951 — Rio de Janeiro, 11 de novembro de 2012) foi um ator e diretor de televisão e cinema brasileiro.

## Carreira
Começou  sua carreira com apenas cinco anos de idade, na TV Tupi, incentivado por seu pai adotivo, o autor de telenovelas Vicente Sesso.
Fez sua estreia em novelas com O Morro dos Ventos Uivantes (1967), na Excelsior. Depois, passou pela Record e Band até assinar com a Globo, em 1970, firmando-se como galã na emissora.
Teve destaque em dezenas de novelas, como Uma Rosa com Amor (1972), Carinhoso (1973), Gabriela (1975), entre várias outras. Após um período nos Estados Unidos, retornou ao Brasil e fez sua estreia como diretor em Dancin' Days (1978). Nos anos seguintes, alternou entre as duas funções, em frente e atrás das câmeras.
Entre os personagens mais lembrados, estão o mocinho Cláudio de Corpo a Corpo (1984), o herói Rodolfo de Sinhá Moça (1986) e o personagem-título de O Primo Basílio (1988). Também viveu os vilões Arturzinho, de Tieta (1989), Sérgio Santarém, de Despedida de Solteiro (1992) e Gustavo, de Quatro por Quatro (1994).
Após um período longe da atuação em novelas, retornou com o papel principal de Começar de Novo (2004), como o desmemoriado Miguel Arcanjo. Fez ainda Páginas da Vida (2006) e participações pontuais em outras tramas, dedicando-se mais ao trabalho de diretor de núcleo nos últimos anos de vida.

## Vida pessoal

### Relacionamentos
Marcos Paulo foi casado seis vezes e era pai de três filhas. Sua primeira mulher foi a modelo italiana Tina Serina (1970-1971), com quem teve sua filha mais velha, Vanessa Simões, nascida em 1971. Sua segunda esposa foi a jornalista Márcia Mendes (1976-1977). Depois, ele se casou com a também jornalista Belisa Ribeiro (1978-1981). Também foi casado com a atriz Renata Sorrah (1981-1984), mãe de sua filha, Mariana Simões, nascida em 1981. Sua quinta mulher foi a também atriz Flávia Alessandra (1992-2002), com quem teve sua filha caçula, Giulia Martins, nascida em 2000. Desde 2006, Marcos Paulo estava casado com a atriz Antônia Fontenelle.

### Morte
Marcos decidiu sair de cena do filme Faroeste Caboclo e foi-lhe diagnosticado um câncer de esôfago em maio de 2011. Morreu em sua casa no Rio de Janeiro no dia 11 de novembro de 2012, de embolia pulmonar causada pela doença.

## Filmografia

### Como ator
| Ano  | Título                      | Papel                            | Nota                              |
| ---- | --------------------------- | -------------------------------- | --------------------------------- |
| 1967 | O Morro dos Ventos Uivantes |                                  |                                   |
| 1968 | Ana                         | Vladimir                         |                                   |
| 1969 | Era Preciso Voltar          | Marcos                           |                                   |
| 1969 | Sangue do Meu Sangue        | Marcos                           |                                   |
| 1970 | Pigmalião 70                | Kico                             |                                   |
| 1970 | A Próxima Atração           | Téo                              |                                   |
| 1971 | Minha Doce Namorada         | Raul                             |                                   |
| 1972 | O Primeiro Amor             | Rafa                             |                                   |
| 1972 | Uma Rosa com Amor           | Sérgio Camargo                   |                                   |
| 1973 | Carinhoso                   | Eduardo                          |                                   |
| 1974 | Fogo sobre Terra            | André                            |                                   |
| 1975 | Gabriela                    | Rômulo Vieira                    |                                   |
| 1975 | O Grito                     | Orlando                          |                                   |
| 1976 | O Casarão                   | Eduardo                          |                                   |
| 1977 | Nina                        | Miguel                           |                                   |
| 1978 | Ciranda Cirandinha          | Beto                             | Episódio: "O Que Eu Faço Da Vida" |
| 1979 | Plantão de Polícia          | Editor-chefe Jornal Serra        |                                   |
| 1983 | Eu Prometo                  | Justo Dinard                     |                                   |
| 1984 | Meu Destino É Pecar         | Maurício                         |                                   |
| 1984 | Transas e Caretas           | Amigo de Thiago (José Wilker)    |                                   |
| 1984 | Corpo a Corpo               | Cláudio Fraga Dantas             |                                   |
| 1985 | Roque Santeiro              | Jorge de Lima                    |                                   |
| 1986 | Sinhá Moça                  | Rodolfo Garcia Fontes            |                                   |
| 1987 | Brega & Chique              | Luís Paulo                       |                                   |
| 1988 | O Primo Basílio             | Basílio                          |                                   |
| 1989 | O Salvador da Pátria        | Paulo Silveira                   |                                   |
| 1989 | Tieta                       | Arturzinho / Mirko Stephano      |                                   |
| 1990 | Meu Bem, Meu Mal            | André                            |                                   |
| 1992 | Tereza Batista              | Túlio Boccatelli                 |                                   |
| 1992 | Despedida de Solteiro       | Sérgio Santarém                  |                                   |
| 1993 | Olho no Olho                | Otávio Lowenstein                |                                   |
| 1994 | Quatro por Quatro           | Gustavo Franco Rossini           |                                   |
| 1995 | Cara & Coroa                | Heitor Morales                   |                                   |
| 1996 | Salsa e Merengue            | Gaspar                           |                                   |
| 2001 | Porto dos Milagres          | Rico                             | Episódio: "5 de fevereiro"        |
| 2004 | Começar de Novo             | Miguel Arcanjo / Andrei Ivanovic |                                   |
| 2006 | Páginas da Vida             | Diogo Corrêa                     |                                   |
| 2008 | Desejo Proibido             | Dr. Tadeu                        | Episódio: "2 de maio"             |
| 2010 | Diversão e Cia              | Dr. Lisandro                     | Especial de fim de ano            |

| Ano       | Título                         |
| --------- | ------------------------------ |
| 1978      | Dancin' Days                   |
| 1981      | Brilhante                      |
| 1983      | Parabéns pra Você (minissérie) |
| 1985      | Roque Santeiro                 |
| 1991      | Meu Bem, Meu Mal               |
| 1993      | Fera Ferida                    |
| 1997      | A Indomada                     |
| 1998      | Meu Bem Querer                 |
| 1999      | Força de um Desejo             |
| 2001      | Porto dos Milagres             |
| 2000-2001 | Malhação (núcleo)              |
| 2002      | O Beijo do Vampiro             |
| 2004      | Começar de Novo                |
| 2007-2009 | Malhação (núcleo)              |
| 2007      | Desejo Proibido                |
| 2007      | Estação Globo (3 temporadas)   |
| 2009      | Malhação                       |
| 2010-2013 | Os Caras de Pau (Núcleo)       |
| 2012-2013 | Show da Virada (Núcleo)        |

### Cinema
| Ano  | Título                                |
| ---- | ------------------------------------- |
| 1972 | Eu Transo, Ela Transa                 |
| 1990 | Mais Que a Terra                      |
| 2003 | Apolônio Brasil, o Campeão da Alegria |
| 2006 | Diário de um Novo Mundo               |
| 2007 | Valsa Para Bruno Stein                |
| 2009 | Se Eu Fosse Você 2                    |
| 2013 | Faroeste Caboclo                      |

| Ano  | Título                   |
| ---- | ------------------------ |
| 2011 | Assalto ao Banco Central |